# Ada Iddings Gale
Ada Iddings Gale, née le 24 février 1854 à Dayton (États-Unis) et morte le 25 février 1915 à Fort Sam Houston (États-Unis), est une poète et enseignante américaine.

## Biographie
Ada Iddings est la fille de Joseph Talbert Iddings (1829-1891) et de Martha Ann Johnston (1829-1899). Elle est issue d'une longue lignée de Quaker et son père est révérend,. Après avoir exercé son ministère dans l'Ohio, l'Indiana et le Michigan, le révérend Iddings prend sa retraite à Albion, dans le Michigan.
Elle manifeste dès l'enfance une inclinaison pour la littérature, cet intérêt est encouragé par son père, qui s'occupe de son éducation.
Elle fréquente ensuite l'Albion College, où elle étudie l'histoire et la littérature anglaise. Elle en sort diplômée en 1874. Elle y enseignera le théâtre et sera l'une des présidentes et instructrices de l'E.L.T. Club of Albion.
La même année, elle épouse Alpheus Smith Gale, ils ont trois enfants : le lieutenant Alfred Harvey Gale, Mme Leroy Anderson, et Winifred Lee Gayle.

Elle publie en 1897 un recueil de poésies, qui lui ont été inspirées lors d'un séjour à Londres, A Little English Portfolio,,  et est l'autrice d'un manuscrit en prose, qui semble ne pas avoir été publié.  Très occupée par l'éducation de ses enfants, elle peine à produire de longs textes, mais elle est l'autrice de nombreuses autres poésies publiées, que ce soit un hommage militaire, une publicité pour une auberge,  une ode à Cléopâtre une production régulière parue dans un mensuel littéraire du Michigan, The Chatauquan, ou dans d'autres journaux. Elle est élue vice-présidente de la Michigan Woman's Press Association en 1895, fonction qu'elle occupe encore en 1897.
Elle divorce en 1898, et se remarie avec le major Henry D. Thomason (1858–1936), un médecin ayant servi pendant la guerre hispano-américaine, ainsi que dans le corps médical de l'armée américaine en stationnement à Cuba et aux Philippines, il travaille également comme chirurgien sur plusieurs navires à vapeur océaniques. Il est également connu pour avoir pratiqué la première appendicectomie à Albion. Elle le suit dans ses déplacements à l'étranger, dont à Cuba et aux Philippines.
Elle meurt le 25 février 1915 à Fort Sam Houston, elle est enterrée avec son mari au cimetière Riverside à Albion, dans le Michigan.